# Uniunea pentru Limba și Cultura Aromână
Uniunea pentru Limba și Cultura Aromână (în aromână Uniunea trã Limba shi Cultura Armãnã, acronim ULCA; în germană Union für Aromunische Sprache und Kultur, acronim UASK) este o organizație a aromânilor din Germania, care are sediul la Freiburg im Breisgau și militează pentru conservarea culturii aromâne. Ea a fost fondată în anul 1985 de profesorul aromân Vasile Barba⁠(d), care emigrase din România în Germania de Vest cu doi ani mai devreme împreună cu soția sa, Katharina Barba, o etnică germană din România.

## Obiective
Uniunea pentru Limba și Cultura Aromână a fost prima organizație culturală aromână care a adoptat o identitate aromână proprie și nu una străină precum cea greacă sau cea română. Ea promovează folosirea cuvântului armîn ca etnonim (nume dat unui grup etnic) pentru a sublinia identitatea separată a aromânilor de etnicii români înrudiți. ULCA a organizat mai multe congrese internaționale cu privire la aromâni.
Revista academică Zborlu a nostru („Cuvântul nostru”), fondată de Barba în 1984, a fost publicată inițial lunar, iar din 1985 a început să fie publicată trimestrial sub egida ULCA. Această publicație este editată de Centrul European de Studii Aromâne de la Universitatea din Freiburg. Începând cu numerele 1–2 din 2009, redactorii revistei au fost poeta Kira Manțu și jurnaliștii Aurica Piha și Tașcu Lala, toți etnici aromâni. Zborlu a nostru este cea mai longevivă publicație aromână de la al Doilea Război Mondial și își propune să cultive limba aromână, singura limbă în care este scrisă, și să promoveze operele literare și traducerile în limba aromână. În paginile revistei sunt discutate, de asemenea, subiecte culturale, filologice, politice și istorice cu privire la aromânii din țările balcanice. Zborlu a nostru a publicat scrieri ale mai multor autori aromâni recenți.
Uniunea pentru Limba și Cultura Aromână a reușit să convingă Adunarea Parlamentară a Consiliului Europei (APCE) să emită Recomandarea 1333 (1997) în iunie 1997 pentru protejarea de către membrii săi a limbii aromâne ca limbă minoritară. Doi ani mai târziu, această recomandare a fost acceptată de toți membrii adunării, dar, potrivit ULCA, ea a fost implementată efectiv doar în Macedonia de Nord și România.

## Critici
Din cauza poziției sale cu privire la deosebirea aromânilor de orice altă etnie, ideile lui Barba au fost criticate de mai mulți cercetători ai aromânilor. ULCA a fost criticată de scriitorul și criticul literar aromân proromân Hristu Cândroveanu, care credea că toți aromânii sunt etnici români, și de profesorul aromân Șerban Tanașoca, directorul Institutului pentru Studii Sud-Est Europene din cadrul Academiei Române și vicepreședinte al Societății de Cultură Macedo-Română, care a afirmat că, spre deosebire de Barba, care susținea această teorie (creată în scop politic de liderul legionar Constantin Papanace) din idealism, cei care i-au urmat o susțin doar din interes. Vasile Barba îl cunoștea pe fostul lider legionar Constantin Papanace (1904–1985) și a fost, potrivit unor membri ai comunității aromâne, unul dintre apropiații acestuia, la fel ca și omul de afaceri român Iosif Constantin Drăgan. De altfel, revista Zborlu a nostru a ULCA a fost editată cu sprijinul financiar al „Fundației Europene Drăgan”.
Organizația a încercat, fără succes, să stabilească mai multe contacte cu aromânii din Grecia⁠(d) și a creat uneori tulburări în cadrul comunității, susținând la un moment dat că Patriarhia Ecumenică de Constantinopol (ortodoxă⁠(d) și cu o orientare greacă) ar fi un „lup”. În plus, Federația Panelenică a Asociațiilor Culturale ale Vlahilor a respins cu fermitate Recomandarea 1333 (1997) și statutul aromânilor ca minoritate etnică a Greciei, afirmând, în schimb, că aromânii sunt etnici greci.